# モイヤ・ブラディ
モイヤ・ブラディ（Moya Brady、1962年9月8日 - ）は、イギリスの女優。

## 出演作品
- ネバーエンディング・ストーリー3（ウルグル）
- ジキル&ハイド
- 帽子を脱いだナポレオン
- プライドと偏見
- ドクター・フー
- タロットカード殺人事件
- 路上のソリスト
- Dr.パルナサスの鏡